# باغراميان (أرارات)
مدينة باغراميان (بالأرمينية:Բաղրամյան) (بالإنجليزية: Baghramyan)‏ هي إحدى المدن التابعة لمقاطعة أرارات في أرمينيا. يقدر عدد سكانها بـ 1955 نسمة حسب الإحصاء الذي جرى عام 2011.